# Eddy Kayouloud
Eddy Owootomo Kayouloud (Parigi, 7 luglio 1999) è un cestista francese.